# Mas de la Colònia Galobard
El Mas de la Colònia Galobard és una obra de l'entitat de població de la Colònia Galobard, al municipi de Navarcles (Bages), inclosa en l'Inventari del Patrimoni Arquitectònic de Catalunya.

## Història
Els inicis de la Colònia s'han de situar en 1859, quan Valentí Galobart Vintró, un fadristern del proper mas Galobart, demanava autorització per servir-se de les aigües del Llobregat per a construir una fàbrica i un molí fariner. La fàbrica començà a funcionar l'any 1866. Durant molt temps la fàbrica va estar formada per dues naus; podien utilitzar 4000 l/s. i tenien un salt de 6,5 m. i una potència de 264 cv.
A finals del segle xix convertiren el Galobart en una colònia: es construïren 50 pisos per als treballadors (blocs de tres pisos), escola, barberia, cafè, menjador per a les noies de fora, torre de l'amo... Avui tots aquest serveis estan en desús. Actualment les primeres cases de la colònia estan en avançat estat ruïnós i només queda com a habitatge el bloc de pisos de fora del recinte fabril.
Fins a l'any 1927, la colònia Galobart formava part del municipi de Calders; la proximitat i la relació amb Navarcles foren els arguments que van servir per agregar-la al municipi de Navarcles. A la fàbrica anomenada "Guitart i Salvador" hi treballen un centenar de persones (la majoria residents a poblacions dels voltants).